# The Railrodder
Pour plus de détails, voir Fiche technique et Distribution.
The Railrodder (1965) est un court-métrage produit par l'Office national du film du Canada avec Buster Keaton dans un de ses derniers rôles au cinéma. Ce film est sans dialogue et tous les effets sonores sont doublés.

## Synopsis
Réalisé par Gerald Potterton (en), The Railrodder est le récit de comédie d'un voyage au Canada. Il s'ouvre sur Keaton qui lit un journal sur un pont de Londres. Une publicité pleine page annonçant « le Canada MAINTENANT! » attire son attention. Il jette aussitôt le journal et saute dans la Tamise. Ayant apparemment traversé l'Atlantique à la nage, il réapparaît sur la côte est où l'accueille un panneau indiquant la direction opposée du Canada, à 3982 ½ miles.
Buster commence sa longue randonnée mais découvre bientôt une draisine stationnée sur une voie ferrée. Il s'assied sur le siège du conducteur avec l'intention de faire une sieste mais il enclenche accidentellement la vitesse et l'engin se met en marche.
Le reste du film montre une succession d'anecdotes vécues par Buster posté sur son véhicule tandis que celui-ci (avec un approvisionnement apparemment inépuisable de carburant) suit la ligne de chemin de fer du Canadien National à travers le pays. On voit Buster prendre son petit déjeuner, faire le ménage et même faire la lessive, sans jamais volontairement arrêter le véhicule (bien qu'il l'arrête cependant à un moment le temps d'improviser un camouflage en vue de chasser les oiseaux). Un gag récurrent montre un compartiment de rangement dans le véhicule qui semble être infiniment grand à l'intérieur, puisqu'il en sort tout, de coussins et un manteau de fourrure à un service à thé complet. En chemin, il croise aussi de très près quelques locomotives et même d'autres petits véhicules semblables au sien mais venant en sens inverse.
La toile de fond du film est le paysage canadien. Le film présente en effet des vues panoramiques du Québec, de l'Ontario, des Prairies, des Rocheuses et de la côte ouest dans les années 1964-1965. Parmi les villes traversées par Buster on compte Lévis, Montréal, Ottawa et Vancouver.
Le film se termine avec Buster qui arrive finalement sur la côte Ouest. Après avoir regardé l'océan pendant quelques instants, il se prépare à prendre le long trajet du retour quand il s'aperçoit que son véhicule vient d'être emprunté par un Japonais qui vient de sortir de l'océan et a décidé de faire sa propre tournée du Canada. Avec un haussement d'épaules, Buster commence à marcher sur la longue piste.

## Fiche technique
- Réalisation : Gerald Potterton (en)
- Scénario : Gerald Potterton (en)
- Producteur : Julian Biggs (en)
- Durée : 24 minutes

## Distribution
- Buster Keaton